# Bob Dickson
Robert Dickson, dit Bob Dickson, (né le 11 novembre 1947 à Gananoque, dans la province de l'Ontario au Canada) est un joueur professionnel canadien de hockey sur glace.

## Carrière de joueur
En 1967, il est choisi au premier tour, sixième choix au total, par les Rangers de New York lors du repêchage amateur de la Ligue nationale de hockey (LNH). Durant la saison qui suit, il  joue pour les Rebels de Salem de l'Eastern Hockey League, disputant également trois parties pour les Komets de Fort Wayne de la Ligue internationale de hockey (LIH), l'équipe affiliée aux Rangers. Cette saison est aussi la seule qu'il passe au niveau professionnel.

## Statistiques
| Saison    | Équipe               | Ligue |    | Saison régulière | Saison régulière | Saison régulière | Saison régulière | Saison régulière |   | Séries éliminatoires | Séries éliminatoires | Séries éliminatoires | Séries éliminatoires | Séries éliminatoires |
| Saison    | Équipe               | Ligue | PJ | B                | A                | Pts              | Pun              | PJ               | B | A                    | Pts                  | Pun                  |                      |                      |
| 1965-1966 | Generals d'Oshawa    | AHO   | 7  | 0                | 0                | 0                | 4                |                  |   |                      |                      |                      |                      |                      |
| 1967-1968 | Rebels de Salem      | EHL   | 63 | 12               | 13               | 25               | 27               |                  |   |                      |                      |                      |                      |                      |
| 1967-1968 | Komets de Fort Wayne | LIH   | 3  | 0                | 0                | 0                | 0                |                  |   |                      |                      |                      |                      |                      |